# Primitivo Carcedo
Primitivo Carcedo Martín (1856-post. 1927) fue un pintor, dibujante e ilustrador español.

## Biografía
Nacido el 27 de noviembre de 1856 en Burgos, colaboró en publicaciones periódicas como Blanco y Negro, La Ilustración Nacional, La Gran Vía, La Lidia, Don Quijote, La Lectura Dominical, Revista del Centenario del Descubrimiento de América, Historia y Arte y La Ilustración Española y Americana. Realizó dibujos para postales. En Burgos habría llegado a dirigir El Anunciador de Burgos. Carcedo, que quedó viudo en 1909, seguía vivo a fecha de noviembre de 1927.